# 鹹田街
鹹田街（英語：Ham Tin Street，又作咸田街），是香港新界荃灣的一條兩線單程行車街道，在1960年代荃灣填海後出現，北接德華街、德海街，南連河背街，並與沙咀道平面交叉。

## 命名
在荃灣填海以前，時人會在海河交界開墾田地，而由於海水帶鹽，因此田裏的水也因而帶有鹹性，所以鹹田街一帶在以前有「鹹田」一稱，其時位於青山公路的鹹田村也因而得名。後來，香港政府於1960年代於荃灣進行填海工程，將荃灣的海岸線由沙咀道向外擴展至楊屋道，政府當時以荃灣不同的村落命名，鹹田街即得名自鹹田村。

## 街道
鹹田街設有麵包店、電器店、珠寶店等商鋪，旁有荃灣聖芳濟中學和香港房屋協會屋苑寶石大廈，街道左右兩邊均設有停車場（寶石大廈停車場、帝豪停車場）。有四條小巴線以鹹田街為總站，其中客量較多、來往葵芳的新界區專線小巴87線的總站設於近河背街一段的鹹田街，而客量較少的其餘三線的總站總站則設於寶石大廈停車場出入口外。